# Maira Viveros
Maira Viveros es una deportista colombiana que compitió en judo. Ganó una medalla de oro en el Campeonato Panamericano de Judo de 2005, en la categoría de –44 kg.

## Palmarés internacional
| Campeonato Panamericano | Campeonato Panamericano | Campeonato Panamericano | Campeonato Panamericano |
| Año                     | Lugar                   | Medalla                 | Categoría               |
| ----------------------- | ----------------------- | ----------------------- | ----------------------- |
| 2005                    | Caguas (Puerto Rico)    | Medalla de oro          | –44 kg                  |